# Ephesia fuscipicta
Ephesia fuscipicta là một loài bướm đêm trong họ Noctuidae.